# 1948年民主党全国大会
1948年民主党全国大会（1948 Democratic National Convention）は、7月12日から7月14日までペンシルベニア州フィラデルフィアのコンベンションホールで開催され、1948年の大統領選の大統領候補として現職のハリー・S・トルーマンを、副大統領候補として上院議員アルバン・W・バークリー（ケンタッキー州）を指名した。

## ハンフリーの公民権演説とその結果
大会で演説したミネアポリス市長ヒューバート・ハンフリーは、民主党は「州権という影から抜け出し、人権という輝ける陽光に向かって直進する」べきだと主張し、南部代表ら（後にストロム・サーモンドを州権民主党（ディクシークラッツ）の大統領候補に指名した）の退出を招いた。これは、ハンフリーにとって進撃の始まりであった。彼は、同年末に上院議員に当選し、1964年の大統領選の際には副大統領候補に選出された。

## 投票
サーモンドと共に大会から退出した36人の南部代表が欠席する中、民主党員947人は（上院議員リチャード・ラッセル・ジュニア（ジョージア州）の 263票に対し）トルーマンを党公認候補に指名することを票決した。

### 大統領候補

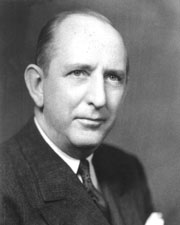
上院議員リチャード・ラッセル・ジュニア（ジョージア州）
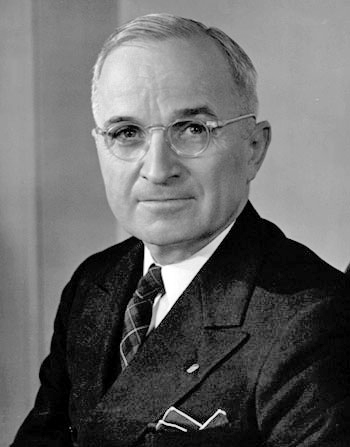
大統領ハリー・S・トルーマン（ミズーリ州）

### 副大統領候補
上院議員アルバン・W・バークリー（ケンタッキー州）が、発声投票（＝拍手と喝采）によって候補者に指名された。